# Fidji-Nouvelle-Zélande en rugby à XV
Cet article présente l'historique des confrontations entre l'équipe des Fidji et l'équipe de Nouvelle-Zélande en rugby à XV. Les deux équipes se sont affrontées à sept  reprises, dont deux fois en Coupe du monde. Les All-Blacks ont remporté toutes les rencontres.

## Historique
Alors que les deux nations doivent attendre 1987 et la première Coupe du monde pour leur première affrontement officiel, cinq test matchs ont déjà eu lieu entre l'équipe des Fidji et une sélection nationale néo-zélandaise, dont la fédération ne compte pas de sélections pour ces rencontres ayant eu lieu entre 1968 et 1984. 
Pour le centenaire de sa fédération en 2013, les Fidji organisent un match contre une sélection d'ancien All Blacks (les Classic All Blacks (en)), contenant des stars encore en activité comme Chris Masoe, Jerome Kaino, Sitiveni Sivivatu, Sam Tuitupou ou Joe Rokocoko. Cette rencontre est planifiée à la suite du refus de grandes nations du rugby comme la Nouvelle-Zélande de venir jouer une rencontre dans les Fidji. Le match contre les Classic est remporté par les Fidji à domicile.
À noter que les Fidji ont aussi joué 30 test matchs contre les Māori All Blacks. Elles gagnent d'ailleurs une rencontre historique contre ls maoris en 2019, n'étant plus arrivée à les battre depuis 1957. 

## Les confrontations
| No | Date            | Lieu                                            | Match                    | Score   | Compétition              |
| -- | --------------- | ----------------------------------------------- | ------------------------ | ------- | ------------------------ |
| 1  | 27 mai 1987     | Lancaster Park, Christchurch, Nouvelle-Zélande  | Nouvelle-Zélande – Fidji | 74 – 13 | Coupe du monde (poule C) |
| 2  | 14 juin 1997    | North Harbour Stadium, Albany, Nouvelle-Zélande | Nouvelle-Zélande – Fidji | 71 – 5  | Test match               |
| 3  | 29 juin 2002    | Westpac Stadium, Wellington, Nouvelle-Zélande   | Nouvelle-Zélande – Fidji | 68 – 18 | Test match               |
| 4  | 10 juin 2005    | North Harbour Stadium, Albany, Nouvelle-Zélande | Nouvelle-Zélande – Fidji | 91 – 0  | Test match               |
| 5  | 22 juillet 2011 | Carisbrook, Dunedin, Nouvelle-Zélande           | Nouvelle-Zélande – Fidji | 60 – 14 | Test match               |
| 6  | 10 juillet 2021 | Forsyth Barr Stadium, Dunedin, Nouvelle-Zélande | Nouvelle-Zélande – Fidji | 57 – 23 | Test match               |
| 7  | 17 juillet 2021 | Waikato Stadium, Hamilton, Nouvelle-Zélande     | Nouvelle-Zélande – Fidji | 60 – 13 | Test match               |

### Confrontations non-officielles
| No | Date              | Lieu                                 | Match                       | Score   | Compétition |
| -- | ----------------- | ------------------------------------ | --------------------------- | ------- | ----------- |
| 1  | 25 juin 1968      | Stade national, Suva Fidji           | Fidji – Nouvelle-Zélande XV | 6 – 33  | Test match  |
| 2  | 11 juin 1974      | Stade national, Suva Fidji           | Fidji – Nouvelle-Zélande XV | 13 – 14 | Test match  |
| 3  | 23 juillet 1980   | Stade national, Suva Fidji           | Fidji – Nouvelle-Zélande XV | 6 – 30  | Test match  |
| 4  | 13 septembre 1980 | Eden Park, Auckland Nouvelle-Zélande | Nouvelle-Zélande XV – Fidji | 33 – 0  | Test match  |
| 5  | 27 juillet 1984   | Stade national, Suva Fidji           | Fidji – Nouvelle-Zélande XV | 0 – 45  | Test match  |
| 6  | 12 juin 2013      | Stade national, Suva Fidji           | Fidji – Classic All Blacks  | 33 – 14 | Test match, |